# Omar Hilale
Omar Hilale (en amazighe : ⵄⵓⵎⴰⵕ ⵀⵉⵍⴰⵍ, arabe : عمر هلال), né le 1er janvier 1951 à Oulad Teima, est un diplomate marocain. Il est l’actuel représentant permanent du Maroc aux Nations unies à New York depuis le 14 avril 2014 en remplacement de Mohammed Loulichki. Il a pris ses fonctions le 23 avril suivant. Auparavant, il était le représentant permanent du Maroc auprès des Nations unies à Genève.

## Biographie

### Formation
Omar Hilale est diplômé de l’université Mohammed V à Rabat, où il obtient une licence en science politique en 1974. 

### Carrière politique
Il fut ambassadeur à Singapour, en Nouvelle-Zélande, en Australie et en Indonésie de 1996 à 2001. Il fut aussi secrétaire général du ministère des Affaires étrangères et de la Coopération entre 2005 et 2008. 
En novembre 2008, il devint représentant du Maroc aux Nations unies à Genève.
En 2019, il est réélu, pour la deuxième année de suite, par le groupe africain des Nations unies, vice-président du conseil exécutif de l’UNICEF.
En avril 2020 il est nommé facilitateur du processus de renforcement des organes des traités des droits de l’Homme de l’ONU,.
En novembre 2024 il est désigné co-président du forum de l'ECOSOC sur la science, la technologie et l'innovation pour atteindre les objectifs de développement durable,,,

## Sources